# Совгирів
Совгирів — гідрологічний заказник місцевого значення. Об'єкт розташований на території Шполянського району Черкаської області, село Товмач.
Площа — 20,7 га, статус отриманий у 1979 році.